# Argento (heráldica)
No âmbito da heráldica, a prata é um dos esmaltes claros que constitui a classe dos metais, representando-se como uma coloração prateada. Também é frequentemente representado a branco, coloração que na heráldica é geralmente considerada equivalente à prateada, bem como é ocasionalmente referido como "branco". 
Nas tradições heráldicas em que é utilizada uma terminologia de origem normanda para designar os esmaltes, a prata é designada argent,  termo francês derivado do latim argentum, por sua vez originado  do grego antigo Αργυρος. Este é o caso das heráldicas de tradição francesa, britânica e catalã e, parcialmente, das heráldicas de tradição espanhola e neerlandesa. Contudo, a terminologia normanda nunca ou raramente é utilizada em outras tradições heráldicas, tais como a portuguesa, italiana, alemã e sueca, no âmbito das quais se dá primazia ao uso dos termos comuns das línguas locais. Ocasionalmente, a prata também aparece referida com termos arcaicos derivados de argent, tais como "argento", "argênteo", "argante" ou "arjante".
Em algumas representações antigas de brasões de armas, as partições e peças ordenadas como prata foram coloridas através da aplicação de uma espécie de folha de prata. Como o passar do tempo, esse material acabou por se deslustrar e escurecer, dando a impressão que o esmalte da ordenação aquelas partições e peças era o negro. Esta falsa impressão, levou a que se pensasse que a lei heráldica da proibição da sobreposição de metais com metais e de cores com cores tivesse sido violada. Levou também a que certos tratadistas de heráldica tenham incluído o negro na classe dos metais, associando-o ao ferro, o que lhe permitiria carregar ou ser carregado por uma cor.

## A prataversuso branco
A prata e o branco são geralmente considerados como constituindo um único esmalte heráldico, cuja representação poderia ser realizada por uma coloração prateada, branca ou mesmo cinza, de acordo com uma mera opção artística ou de possibilidade técnica. Contudo, alguns heraldistas defenderam a teoria de que existiria um esmalte branco distinto do esmalte prata, baseando-se na ordenação de certos brasões nos quais o branco é referido em paralelo com a prata, distinguindo-se portanto desta. Esta teoria é contudo rebatida com o argumento de que, nesses casos, o branco seria ordenado como da sua própria cor de branco, o que o excluiria de ser um esmalte separado.
Contudo, tanto no âmbito da vexilologia como da própria heráldica, usa-se expressamente o termo "branco" e não "prata" para indicar o esmalte de uma parte de uma bandeira cuja coloração corresponderia à prata num brasão. Isso acontece porque - ao contrário dos brasões que seriam elaborados com prata ou outros metais a imitá-la, apresentando assim uma coloração prateada - na maioria das bandeiras, essas partes são elaboradas em materiais têxteis que apresentam uma cor branca. Não obstante, na ordenação de certas bandeiras tradicionalmente elaboradas em materiais ricos (sobretudo signas, incluindo estandartes, pendões e outras bandeiras cerimoniais), usa-se o termo "prata" para descrever certos elementos das mesmas (como brasões, emblemas e outros pormenores), uma vez que estes seriam elaborados e bordados com fio de prata.

## Exemplos de utilização
- Armas da família italiana Argentino
(De prata pleno)
- Armas do município de Espírito Santo do Pinhal, Brasil
(Campo de prata)
- Armas do município de Castelo Branco, Portugal
(Castelo de prata)
- Armas da cidade de Visé, Bélgica
(Banda de prata)